# The Rhapsody Tapes
The Rhapsody Tapes es el primer álbum de estudio de la banda australiana de nu metal Ocean Grove. Fue lanzado el 3 de febrero de 2017 a través de UNFD Records. Su primer sencillo, "These Boys Light Fires", se lanzó el 1 de diciembre de 2016, seguido de otro sencillo, "Intimate Alien", que se lanzó el 21 de diciembre de 2016, junto con su videoclip y la preventa del álbum.
El álbum alcanzó el puesto número 5 en la lista de ARIA Albums Chart en su primera semana de lanzamiento y fue seleccionado como "Álbum Destacado" por la emisora de radio australiana Triple J casi dos semanas antes de su lanzamiento.

## Lista de canciones
| N.º | Título                                            | Duración |  |
| 1.  | «What I Love About a Natural Woman»               | 1:21     |  |
| 2.  | «Beers»                                           | 2:51     |  |
| 3.  | «Thunderdome»                                     | 3:44     |  |
| 4.  | «Intimate Alien»                                  | 3:32     |  |
| 5.  | «The Wrong Way»                                   | 3:44     |  |
| 6.  | «Slow Soap Soak»                                  | 1:50     |  |
| 7.  | «These Boys Light Fires»                          | 3:22     |  |
| 8.  | «When You're This High You Can Say What You Like» | 3:28     |  |
| 9.  | «Mr Centipede»                                    | 4:20     |  |
| 10. | «From Dalight»                                    | 2:02     |  |
| 11. | «Stratosphere Love»                               | 4:13     |  |
| 12. | «Hitachi»                                         | 2:49     |  |

## Posicionamiento en lista
| Lista (2017)     | Posición |
| ---------------- | -------- |
| Australia (ARIA) | 5        |

## Personal
Ocean Grove
- Luke Holmes – voz principal
- Dale Tanner – bajo, voz
- Matthew Henley – guitarras
- Jimmy Hall – guitarras
- Sam Bassal – batería, producción, ingeniería, masterización, mezcla
- Matthew Kopp (también conocido como Running Touch) – samples, teclados, voz, producción, ingeniería, masterización, mezcla